# Everyday Shooter
『Everyday Shooter』（エブリデイシューター）は、Jonathan Makが制作したシューティングゲーム。
インディーズゲームとして制作され、Game Developers ConferenceのIndependent Game Festivalに出展し、3部門を受賞している。PlayStation 3版が2007年10月11日から北米のPLAYSTATION Storeで配信され、2008年5月15日には日本でも配信。2008年5月8日にはWindows用ソフトウェアとしてSteamでダウンロード販売もされている。さらにPSP版が2008年12月4日から北米のPlayStation Storeで配信が開始されている。
本作のシューティングゲームとしての具体的なジャンルは、固定画面の全方位シューティングであり、移動と射撃方向はそれぞれ別々に操作することが出来る。一部の敵は、弾を何発か当てることで円状の爆発がしばらく発生し、これに敵を巻き込むことが出来る。
本作は、制作者が言う「音楽のアルバム」と言える要素を内包しており、画面下にはBGMのシークバーが表示され、バーが右端まで移動しきると次のステージに移る。BGMとしてギターサウンドが流れ、敵を撃破・アイテム入手をするたびに別のギターサウンドが重なるという、Rezなどの融合型トリップシューティングに近いものとなっている。
なお、本作はABA Gamesの長健太、Every Extend制作者であるOMEGAの制作スタンスに影響を受けており、クレジットに謝辞が書かれている。

## 後世への影響
本作は2019年に発売された『Ape Out』に影響を与えており、同作においても敵を倒した際に楽器の音が鳴る演出が取られている。